# 普拉納爾圖 (南里奧格蘭德州)
普拉納爾圖（葡萄牙語：Planalto）是巴西的城鎮，位於該國南部，由南里奧格蘭德州負責管轄，始建於1963年12月26日，面積230平方公里，海拔高度568米，2010年人口10,524，人口密度每平方公里45.67人。
27°19′44″S 53°03′31″W / 27.32889°S 53.05861°W